# ارینا چونخووسکا
ارینا چونخووسکا (اوکراینی: Ірина Володимирівна Чуниховська؛ زادهٔ ۱۶ ژوئیهٔ ۱۹۶۷) قایقران قایق بادبانی اهل اتحاد جماهیر شوروی سوسیالیستی است.